# Ophiochloa
Ophiochloa  es un género de planta con flor,  perteneciente a la familia de las poáceas. Es originario de Brasil. Comprende 2 especies descritas y   aceptadas.

## Taxonomía
El género fue descrito por Filgueiras, Davidse & Zuloaga y publicado en Novon 3(4): 360, f. 1–3. 1993. La especie tipo es: Ophiochloa hydrolithica

## Especies aceptadas
A continuación se brinda un listado de las especies del género Ophiochloa aceptadas hasta abril de 2014, ordenadas alfabéticamente. Para cada una se indica el nombre binomial seguido del autor, abreviado según las convenciones y usos.
- Ophiochloa bryoides
- Ophiochloa hydrolithica Filg., Davidse & Zuloaga.